# Idabel (Oklahoma)
Idabel település az Amerikai Egyesült Államok Oklahoma államában, McCurtain megyében, melynek megyeszékhelye is. Lakosainak száma 6961 fő (2020. április 1.).

## Népesség
A település népességének változása:

| 2010 | 7 010 |
| 2020 | 6 961 |